# 生物多様性オフセット
生物多様性オフセット（せいぶつたようせい-）とは、人間活動が生態系に与えた影響を、その場所とは異なる場所に多様性を持った生態系を構築することにより、補償する環境活動である。英単語"offset"（補償・代償・相殺）を翻訳することなく、カーボンオフセットと同様に仮名書きする。
1950年代にアメリカ合衆国・ドイツで代償ミティゲーション・代償手段と呼ばれたものと、ほぼ同等の概念である。これはミティゲーションの一種であり、他のミティゲーション手法によっても回避できない損失の回復・代償として行われる行為である。ノーネットロスとすることが原則である。さらにミティゲーションに踏み込み、環境改善超過分を数量化および証券化するミティゲーション・バンキング（いわば二酸化炭素排出量取引の生物多様性・生態系版）もなされている。一方で、かけがえのない環境を金銭で売り渡すかのような仕組みに対し、批判的な意見もある。また、オフセット制度があたかも免罪符のようになり、かえって開発行為を助長することにつながるのではとの懸念もある。